# Kroktjärnen (Sundsjö socken, Jämtland, 699520-147008)
Kroktjärnen är en sjö i Bräcke kommun i Jämtland och ingår i Ljungans huvudavrinningsområde. Sjön har en area på 0,0906 kvadratkilometer och ligger 388,2 meter över havet.

## Delavrinningsområde
Kroktjärnen ingår i det delavrinningsområde (699469-146937) som SMHI kallar för Inloppet i Svart-Gässlingen. Medelhöjden är 365 meter över havet och ytan är 10,14 kvadratkilometer. Det finns inga avrinningsområden uppströms utan avrinningsområdet är högsta punkten. Stadstjärnbäcken som avvattnar avrinningsområdet har biflödesordning 4, vilket innebär att vattnet flödar genom totalt 4 vattendrag innan det når havet efter 218 kilometer. Avrinningsområdet består mestadels av skog (83 procent). Avrinningsområdet har 0,65 kvadratkilometer vattenytor vilket ger det en sjöprocent på 6,4 procent.